# Leatherhead
 (août 2025).
Le contenu est difficilement compréhensible vu les erreurs de traduction, qui sont peut-être dues à l'utilisation d'un logiciel de traduction automatique.
Leatherhead est une ville du comté de Surrey, en Angleterre, située sur la Mole, dans le district de la vallée de la Mole. On pense qu'elle pourrait être d'origine anglo-saxonne ce qui est clairement son étymologie. Le Domesday Book la qualifie de richesse « du temps du Confesseur », mais le village pourrait être plus ancien. Il occupe un fossé entre des collines très pâturées.
Située au centre du comté de Surrey et au croisement d'anciennes voies de communication nord-sud et est-ouest, la ville a été un carrefour tout au long de son histoire. Tout commence avec la construction d'un pont sur la Mole, au début du Moyen Âge. Plus tard, l'hôtel du Cygne (the Swan Hotel) a hébergé pendant 300 ans les voyageurs venus là par la diligence. Plus récemment enfin, l'autoroute M25 s'est construite tout près, mais heureusement d'un côté.
La ville et les alentours ont inspiré de nombreux écrivains : Sheridan, Fanny Burney, Anthony Hope, C. S. Lewis, et Jane Austen, qui s'en est inspirée pour situer son roman, Emma, en imaginant Highbury sur la base de Leatherhead.
Leatherhead est jumelée depuis 2007 avec la ville de Triel-sur-Seine dans les Yvelines.
Le service de train vers Londres dessert tous les lieux intermédiaires, cependant son point d'origine (ou autre destination) est Horsham ou Guildford, villes assez proches. La durée jusqu'à "London Waterloo" est inférieure à quarante minutes.
De la ville partent une large piste cyclable et un sentier pédestre : ils traversent par le sud la partie la plus étroite et la plus pittoresque des North Downs. Il y a plusieurs moyens de grimper sur la colline de Box Hill, à l'est. La commune vit du tourisme historique, et perpétue une activité de vinification : de l'un des meilleurs vins mousseux anglais se produit à proximité.